# Most Baodai
Most Baodai (chiń. upr. 宝带桥; chiń. trad. 寶帶橋; pinyin Bǎodài qiáo; dosł. „Most Pięknego Pasa”) – zabytkowy most łukowy znajdujący się w mieście Suzhou w chińskiej prowincji Jiangsu.
Położony w południowej części Suzhou, nad Wielkim Kanałem, jest najdłuższym mostem w mieście. Ma długość 316,8 m i składa się z 53 przęseł. Szerokość mostu wynosi 4,1 m, zaś rozpiętość jego przęseł 4,6 m.
Zbudowany w 816 roku, za rządów dynastii Tang. Według legendy nazwa mostu pochodzi od prefekta Suzhou Wang Zhongshu, który ofiarował na budowę swój drogocenny pas wysadzany nefrytem. W ciągu wieków wielokrotnie przebudowywany, jego obecny kształt jest wynikiem prac przeprowadzonych za panowania dynastii Ming w 1446 roku.